# Tongóbriga

Tongóbriga ou Tongobriga (em latim: Tongobriga), também designada por Povoado do Freixo ou Área Arqueológica do Freixo, foi uma cidade romanizada situada na freguesia portuguesa do Marco, município de Marco de Canaveses. Está classificada como Monumento Nacional desde 1986.
A sua promoção e divulgação é levada a cabo pela Associação de Amigos de Tongóbriga, que tem o desígnio de construir um espaço cultural vivo na região.

## História
Situada no limite do território dos brácaros, a cidade galaico-romana de Tongóbriga revela uma etimologia céltica composta pelos elementos tong- (jurar) e -briga (povoado fortificado). As referências mais antigas a essa cidade remontam ao século II, pelo geógrafo Ptolomeu. A passagem de vias romanas nas imediações, que estabeleciam a ligação com os principais centros populacionais da então Lusitânia, aponta no mesmo sentido do peso regional de Tongóbriga.
As escavações da urbe iniciaram-se em agosto de 1980, num sítio conhecido localmente por Capela dos Mouros e estenderam-se a uma área superior a 30 hectares. Sob a direção de Lino Tavares Dias, constatou-se a importância dessa cidade como centro estruturado de poder, civitas, confirmada pela presença de uma estrutura termal de 1 400 m², com uma área comercial anexa, datadas, respetivamente, do século I e primeira metade do II. Possui ainda uma  estrutura do período castrejo, nomeadamente os banhos públicos e a Pedra Formosa, junto das termas.